# Шелар Микола Никанорович
Микола Никанорович Шелар (26 грудня 1929, село Нижня Жора, тепер Жора-де-Жос Оргіївського району, Молдова — ?) — молдавський радянський діяч, голова Державного комітету Молдавської РСР із професійно-технічної освіти, 1-й секретар Бендерського міськкому КП Молдавії. Член Ревізійної комісії КП Молдавії в 1963—1966 та 1971—1976 роках. Член ЦК КП Молдавії в 1976—1986 роках. Депутат Верховної Ради Молдавської РСР 8—10-го скликань.

## Біографія
Народився в бідній селянській родині. З 1949 до 1950 року працював вчителем.
З 1950 до 1953 року служив у Радянській армії.
У 1953 році — вчитель школи.
У 1953—1957 роках — 2-й секретар, 1-й секретар Октябрського районного комітету ЛКСМ Молдавії міста Кишинева.
Член КПРС з 1956 року.
У 1959—1962 роках — інспектор, завідувач відділу пропаганди Октябрського районного комітету КП Молдавії міста Кишинева.
У 1960 році закінчив Кишинівський державний педагогічний інститут імені Крянге.
У 1962—1965 роках — голова виконавчого комітету Октябрської районної ради депутатів трудящих міста Кишинева.
У 1965—1967 роках — слухач Вищої партійної школи при ЦК КПРС.
У 1967 році — інспектор відділу організаційно-партійної роботи ЦК КП Молдавії.
У 1967—1968 роках — інструктор відділу пропаганди та агітації ЦК КП Молдавії.
У 1968—1973 роках — голова виконавчого комітету Бендерської міської ради депутатів трудящих.
У 1973—1980 роках — 1-й секретар Бендерського міського комітету КП Молдавії.
16 грудня 1980 — 20 серпня 1983 року — голова Державного комітету Молдавської РСР із професійно-технічної освіти.
Подальша доля невідома.

## Нагороди
- два ордени Трудового Червоного Прапора
- медалі